# Tony Garea
Anthony "Tony" Gareljich, maggiormente noto con il ring name Tony Garea (Auckland, 20 settembre 1946), è un ex wrestler neozelandese, principalmente noto per il periodo trascorso nella divisione tag team della World Wrestling Federation negli anni settanta e ottanta.

## Carriera

### Inizi
Garea venne iniziato alla professione di wrestler da Wild Don Scott. Debuttò in Nuova Zelanda nei primi anni settanta. Trasferitosi negli Stati Uniti, lottò nella NWA dove in coppia con Pat Patterson sconfisse Don Muraco & Invader I conquistando l'NWA San Francisco Tag Team Championship nel maggio 1976.

### World Wide Wrestling Federation/World Wrestling Federation

#### Debutto e primi titoli di coppia (1972–1979)

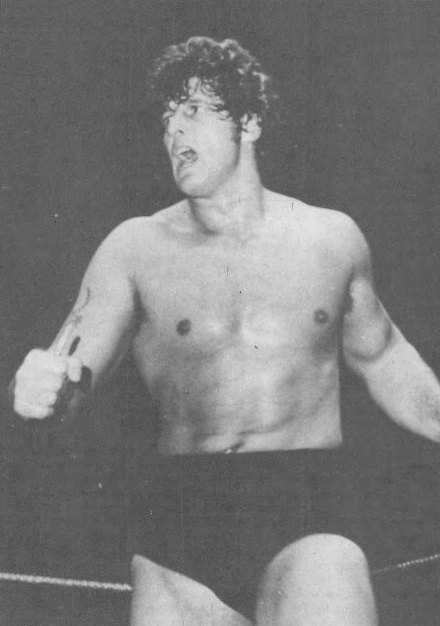
Tony Garea nel 1978

Negli Stati Uniti firmò un contratto con la World Wide Wrestling Federation di Vincent J. McMahon. Debuttò in un programma televisivo WWWF svoltosi alla Philadelphia Arena il 20 settembre 1972 come "babyface", sconfiggendo Davey O'Hannon. Il 30 maggio 1973, in coppia con Haystacks Calhoun sconfisse Mr. Fuji & Professor Toru Tanaka aggiudicandosi il suo primo WWWF World Tag Team Championship. Garea & Calhoun continuarono il loro feud con Fuji & Tanaka per tutto il resto dell'estate prima di perdere i titoli di coppia in favore di questi ultimi l'11 settembre 1973.
Orfano di Calhoun, Garea proseguì la faida con Fuji & Tanaka insieme a un nuovo partner, Dean Ho. Il 14 novembre, Garea & Ho sconfissero Fuji & Tanaka per i titoli. Il secondo regno da campione Tag Team di Garea fu più lungo e migliore rispetto al primo. La coppia detenne i titoli per cinque mesi e mezzo prima di cederli ai Valiant Brothers (Jimmy & Johnny) l'8 maggio 1974 durante una puntata di All Star Wrestling. Poco tempo dopo, Garea e Dean Ho si divisero e Tony iniziò a competere come wrestler singolo.
Trascorsero tre anni prima che Garea formasse un nuovo tag team insieme a Larry Zbyszko nell'agosto 1977. Il duo riuscì a sconfiggere i The Yukon Lumberjacks (Eric & Pierre) vincendo le cinture di campioni di coppia (terzo titolo per Garea) il 21 novembre 1978. La coppia mantenne i titoli per quattro mesi prima di essere sconfitta dai Valiant Brothers (Jerry & Johnny) il 24 marzo 1979 a Championship Wrestling.

#### Coppia con Rick Martel (1980–1982)
Garea proseguì la sua attività nella divisione tag team formando un'altra coppia con l'ex WWF Tag Team Champion Rene Goulet. I due parteciparono a un tag team tournament per l'assegnazione del titolo, dove furono sconfitti in finale dai Wild Samoans (Afa & Sika) il 27 settembre 1980. Fu quindi la volta di un nuovo tag team, questa volta con Rick Martel, che si rivelerà il più popolare della carriera di Garea. Garea e Martel sconfissero i Wild Samoans l'8 novembre aggiudicandosi il WWF Tag Team Championship (quarto regno per Garea). Quando i Wild Samoans lasciarono la WWF, Garea & Martel iniziarono una faida con i Moondogs (King & Rex). Persero i titoli di coppia in favore dei Moondogs il 17 marzo 1981 durante un episodio di Championship Wrestling.
Martel & Garea continuarono il feud con i Moondogs, cercando di riconquistare le cinture. L'8 giugno, Garea sconfisse un giovane esordiente di nome Man Mountain Canyon al Madison Square Garden, che sarebbe tornato in WWF quattro anni dopo con il ring name King Kong Bundy. Il 21 luglio a Championship Wrestling, Martel & Garea sconfissero i Moondogs riconquistando il WWF Tag Team Championship (quinto regno per Garea). L'ultimo regno da campione di coppia di Garea ebbe fine il 17 ottobre per mano di Mr. Fuji & Mr. Saito.
Martel lasciò la WWF nel 1982. Allora Garea tentò altri tag team con Eddie Gilbert e B. Brian Blair nel 1983 e 1984 ma senza troppo successo. La sua carriera declinò rapidamente, e dopo essere stato declassato allo status di jobber, decise di ritirarsi nel 1986.

### Ritiro e periodo successivo (1986–presente)
Tony Garea divenne road agent per la WWF, posizione che occupa attualmente.
L'11 giugno 2008, quando la WWE andò in Nuova Zelanda per uno show ad Auckland, Tony fu ospite d'onore alla cena serale post-evento insieme a Butch Miller dei Bushwhackers.

## Personaggio
Mosse finali
- Diving crossbody[16]
- Octopus hold[1]

## Titoli e riconoscimenti
- NWA San Francisco
  - NWA World Tag Team Championship (San Francisco version) (1) – con Pat Patterson[2]
- Universal Wrestling Association
  - UWA World Heavyweight Junior Championship. (1)
- Pro Wrestling Illustrated
  - PWI Rookie of the Year (1973) con Bob Orton Jr.
  - 236º posto nella lista dei migliori 500 wrestler singoli dei PWI Years nel 2003[17]
  - 74º posto nella lista dei 100 migliori tag team insieme a Rick Martel durante i PWI Years del 2003[18]
- World Wide Wrestling Federation / World Wrestling Federation
  - WWWF/WWF World Tag Team Championship (5) – con Haystacks Calhoun (1), Dean Ho (1), Larry Zbyszko (1), & Rick Martel (2)[4]